# Adrian Popescu
Pour les articles homonymes, voir Popescu.
Adrian Mihai Popescu est un footballeur roumain né le 26 juillet 1960 à Craiova. Il évoluait au poste de défenseur.

## Biographie
Il naît à Craiova et débute en Liga 1 avec l'Universitatea Craiova en 1981. Avec le club de sa ville natale il remporte deux championnats et deux Coupe de Roumanie. 
Il joue ensuite quelques saisons en seconde division suisse, avant de revenir terminer sa carrière en Roumanie.
Popescu fait ses débuts dans l'équipe nationale de Roumanie en 1990 contre l'équipe d'Égypte et il est retenu pour disputer la Coupe du monde 1990. Il reçoit au total sept sélections, la dernière en 1992. Il marque un but contre la Bulgarie en 1991.

## Palmarès
- 7 sélections et 1 but avec l'équipe de Roumanie entre 1990 et 1992.
- Champion de Roumanie en 1981 et 1991 avec l'Universitatea Craiova.
- Vainqueur de la Coupe de Roumanie en 1983, et 1991 avec l'Universitatea Craiova.